# Takashi Hirajima
Takashi Hirajima (平島 崇 Hirajima Takashi?), född 3 februari 1982 i Osaka prefektur, är en japansk före detta fotbollsspelare.
Hirajima började sin karriär 2000 i Avispa Fukuoka. Han spelade 97 ligamatcher för klubben. 2007 flyttade han till Kyoto Sanga FC. Efter Kyoto Sanga FC spelade han för Cerezo Osaka, Tokushima Vortis och AC Nagano Parceiro. Han avslutade karriären 2013.